# Soul Embraced
Soul Embraced est un groupe de death metal chrétien américain, originaire de Little Rock, en Arkansas. Ils comptent quatre albums et un EP à leur actif, et un cinquième album est annoncé pour mai 2012. Ils comptent trois albums avec Solid State Records, et travaillent actuellement avec Rottweiler Records.

## Biographie
Soul Embraced est un projet du batteur David Sroczynski et du batteur-guitariste Rocky Gray, du groupe de death metal chrétien Living Sacrifice en 1997. Le groupe se sépare une année plus tard, après avoir écrit un morceau destiné à une compilation métal. Rocky décide pourtant de reformer le groupe avec un de ses amis, Lance Garvin (batterie), également membre de Living Sacrifice, et son beau-frère Chad Moore au chant. Le groupe ainsi reconstitué sort un EP, The Fleshless en 1999, suivi de trois albums, For the Incomplete en 2001, This is My Blood en 2002 et Immune en 2003. For the Incomplete est réédité en 2003 par le label indépendant Blood and Ink Records Le morceau Tourniquet du groupe Evanescence sur l'album Fallen est une reprise du titre My Tourniquet écrit par Soul Embraced.
Entre 2003 et 2007, le groupe connaît une période de vacances forcées, Rocky étant très occupé avec Evanescence en tant que batteur, ainsi qu'avec ses nombreux autres groupes. Il annonce pourtant à la sortie de l'album Immune que le groupe prévoit encore la création de deux ou trois albums, ainsi que l'intégration de deux nouveaux membres : Jack Wiese à la guitare et Jeff Bowie à la basse. En juin 2007, Jack Wiese quitte le groupe pour se consacrer à ses autres projets. Il est remplacé par Devin Castle, qui joue également dans Mourningside avec Rocky, Jeff et Jack.
Soul Embraced sort un nouvel album, intitulé Dead Alive, le 29 avril 2008. Après dix ans de collaboration et trois enregistrements, Soul Embraced quitte le label Solid State Records, en bons termes. Après la recherche d'un nouveau label d'enregistrement, ils jettent leur dévolu sur Rottweiler Records pour enregistrer leur nouvel album, Mythos, prévu pour mai 2012. En 2014, la venue de leur batteur, Lance Garvin, est annoncée ; leur nouvelle formation comprend Rocky Gray (guitare solo), Chad Moore (chant), Lance Garvin (batterie), Jon Dunn (basse), et Cody Smith (guitare rythmique).

## Membres

### Membres actuels
- Chad Moore - chant (depuis 1999)
- Ed Collins - guitare (depuis 2010)
- Jeff Bowie - basse (depuis 2006)
- Rocky Gray - guitare, chant (1997–2008), batterie (depuis 2008)
- Lance Garvin - batterie (1999–2008, depuis 2014)

### Anciens membres
- Jack Wiese - guitare rythmique (2006–2007)
- Devin Castle - guitare rythmique, chant (2007–2009)
- David Sroczynski - batterie (1997–1998)
- Ed Collins - guitare solo (2010-2014)